# Friedrich von Hefner-Alteneck

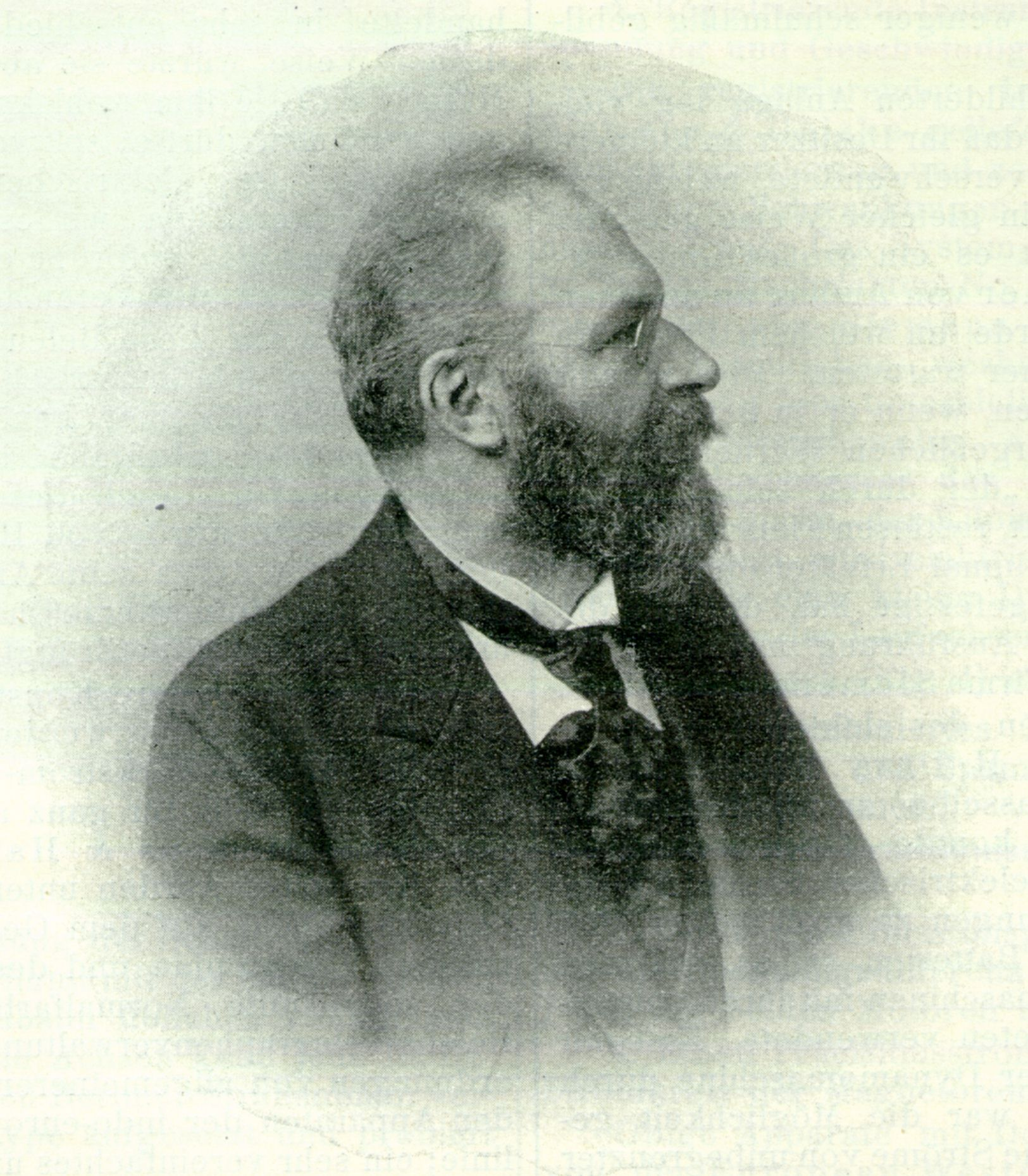
Friedrich von Hefner-Alteneck

Friedrich Franz Heinrich Philipp von Hefner-Alteneck, född 27 april 1845 i Aschaffenburg, död 6 januari 1904 i Biesdorf vid Berlin, var en tysk elektrotekniker, son till Jakob Heinrich von Hefner-Alteneck.
Hefner-Alteneck studerade polyteknik i München och Zürich och var 1867–90 verksam som ingenjör och överingenjör hos firman Siemens & Halske i Berlin som en av Werner von Siemens närmaste medarbetare. Han var framgångsrik inom elektroteknikens utveckling, bland annat genom olika förbättringar av generatorer, konstruktionen av den första differentialbåglampan och många andra apparater.
Han är dock mest känd för att ha angett den första praktiska ljusenheten. Detta skedde genom den av honom 1883 konstruerade så kallade Hefnerlampan, en enkel lampa med amylacetat som brännämne, som allmänt kom att användas som normallampa inom fotometrin. En rund fullveke med en diameter på 8 mm inställdes så, att lågans höjd (utan lampglas) blev 40 mm. Ljusstyrkan hos denna fria låga, mätt i horisontell led, räknades som 1 ljusenhet, Hefnerljus. På Physikalisch-technische Reichsanstalt i Charlottenburg utfördes noggranna undersökningar över denna lampa, bland annat angående lufttryckets, luftfuktighetens och koldioxidhaltens inflytande på ljusstyrkan.
Hefner-Alteneck blev 1896 ledamot av Kungliga Vetenskapsakademien.